# Kohl's

Logotipo da Kohl's

Kohl's Corporation (NYSE: KSS) é uma rede de lojas de roupas, fundado nos EUA, e hoje já está presente em 49 estados com mais de um mil de estabelecimentos comerciais.